# 1 de outubro na Igreja Ortodoxa

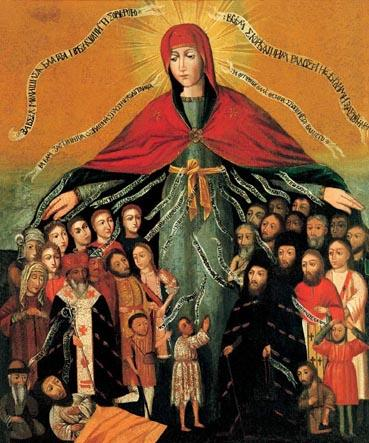
Ícone ucraniano do século XVII da Proteção da Mãe de Deus.

Esta página trata das comemorações relativas ao dia 1 de outubro no ano litúrgico ortodoxo.
Todas as comemorações fixas abaixo são comemoradas no dia 14 de outubro pelas igrejas ortodoxas sob o Velho Calendário. No dia 1 de outubro do calendário civil, as igrejas sob o Velho Calendário celebram as comemorações listadas no dia 18 de setembro.

## Festas
- A Proteção de Nossa Santíssima Senhora a Mãe de Deus e Sempre Virgem Maria, na Igreja de Blaquerna em Constantinopla (911)[1][2][3][4]

## Santos

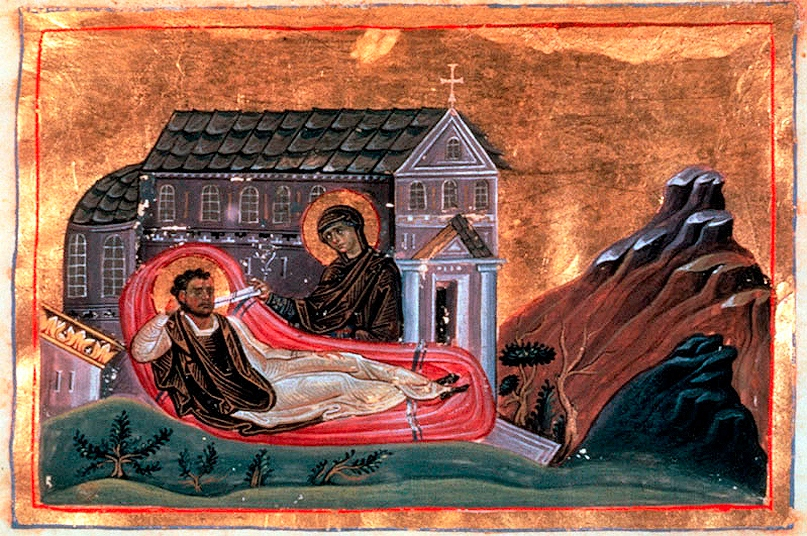
Sonho de São Romano no Menológio de Basílio II.

- Santo Ananias de Damasco, Bispo e um dos Setenta Discípulos (século I)[1][5][6]
- São Platão (Piat) de Tournai, iluminador das áreas em volta de  Tournai e Chartres (c. 286)[7][8]
- Mártires Veríssimo, Máxima e Júlia, em Portugal, sob Diocleciano (c. 302)[7][8]
- Mártires Aretas e 504 outros, em Roma.[7]
- Mártir Domnino de Tessalônica, sob Maximiano (século IV)[9][8]
- Rei Meribanes III e Rainha Nana de Misqueta, Iguais aos Apóstolos, Santos Abiatar e Sidônia de Misqueta, discípulos de Santa Nino (século IV) [10][11]
- Santo Aládio (Albaud), Bispo de Toul. (c. 520)[7]
- Venerável Romano o Melodista, Hinógrafo (c. 556)[12][13][14]
- Mártir-Príncipe Melório (Mylor) da Bretanha (provavelmente século VI.[7][15]{

- São Bavão de Ghent, penitente e hermitão, confessor e padroeiro de Haarlem (659)[8][10][7]
- São Dodo, Abade de Wallers-en-Faigne, na França[7]
- São Fidarleu (Fidharleus), restaurador do mosteiro de Rathin, na Irlanda (762)[7]
- Monges-Mártires Miguel, Abade do Mosteiro de Zovia perto de Sebástia, e 36 padres com ele (c. 790)[10][16]
- São Virila, Abade do Mosteiro do Salvador em Leyre (c. 1000)[7]
- São Melquisedeque, Católico-Patriarca da Geórgia (c. 1030)[10][17]
- São Gregório o Cantor da Great Laura do Monte Atos (Gregório Doméstico) (1355)[12][18][19]
- São João Cucúzeles do Monte Atos (1360)[12][20][21]
- Venerável Savas, Abade de Vishera em Novgorod, o Taumaturgo (1461)[10][22][23]
- Novo Hieromártir Aleixo Stavrovsky, presbítero (1918)[15][24][25]
- Novo Hieromártir Miguel (Vologodsky), presbítero de Krasnoyarsk (1920).[15][25][26]
- Novo Hieromártir Jorge (Archangelsky), presbítero (1937)[25][26]
- Novos Hieromártires Alexandre Agafonikov, Gregório, Nicolau Kuligin, presbíteros (1937)[15][24][25]
- Mártir João Artemov (1937)[15][24][25]
- Novo Hieromártir Arcipreste Ismael (Rozhdestvensky) de Strelna (1938)[10][15]
- Novo Hieromártir Teodoro (1940)[15]

## Outras comemorações

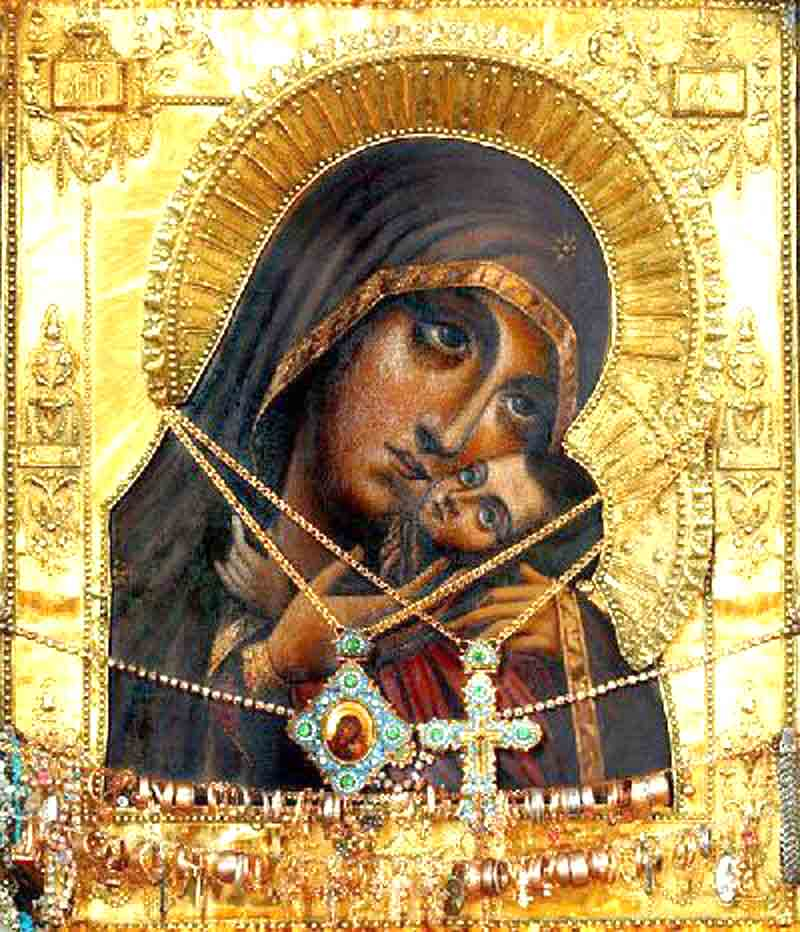
Ícone da Mãe de Deus de Kasperov, escrito no século XVI, que protegeu Odessa durante a Guerra da Crimeia.

- Comemoração da aparição do pilar sobre o manto do Senhor em Misqueta (c. 330)[10][27]
- Translação das relíquias de São Remígio de Rheims, Apóstolo para os Francos (533)[10]
- Ícone da Santíssima Mãe de Deus Pokrov ("da intercessão) (ícone da Proteção da Santíssima Mãe de Deus de Pskov) (1581)[10][28][29]
- Sinaxe da Santíssima Mãe de Deus Gorgoepikoos ("rápida para ouvir"), at the Mosteiro Dochiariou no Monte Atos (1664)[30]
- Sinaxe dos Santos da Moldávia.[25][31]* Ícone da Santíssima Mãe de Deus de Lublin (Liublinsk)[10]
- Transferência do Ícone de Terebovlya da Mãe de Deus de Terebovlya para Lvov (1672)[32]
- Ícone da Mãe de Deus de Gerbovets (Herbovetska) (1790, 1859)[33]
- Repouso do  Hieromonge-Schema Eutímio de Valaam (1829)[10]
- Ícone da Mãe de Deus de Brayiliv-Pochaev (Brailovska) em Brayiliv perto de Vinnytsia.[34]
- Ícone da Mãe de Deus de Kasperov (Kasperivska), que defendeu Odessa durante a Guerra da Crimeia (1853-1855)[35][36]
- Ícone da Mãe de Deus de Barsk (Barska) (1887)[37]